# 1. FC Košice
Der 1. FC Košice ist ein ehemaliger slowakischer Fußballverein aus Košice. Er spielte 1956, 1958 bis 1960, 1963 bis 1977 und 1978 bis 1981 in der 1. tschechoslowakischen Liga. 1993 gewann die Mannschaft den tschechoslowakischen Pokal, 1973, 1980 sowie 1993 den slowakischen Cup.

## Vereinsgeschichte

### Tschechoslowakei
Er wurde 1951 als ZSJ VSS Košice gegründet, schon kurze Zeit später aber in TJ Spartak Košice VSS umbenannt. Nach der Reorganisation des tschechoslowakischen Ligensystems 1953 wurde Spartak in die Ostgruppe der 2. Liga eingeteilt, aus der der Mannschaft 1955 der Aufstieg in die 1. Tschechoslowakische Liga gelang. Dort belegte das Team den letzten Platz und stieg ab, schaffte aber den sofortigen Wiederaufstieg und spielte fortan als Jednota Košice. Diesmal konnten sich die Ostslowaken zwei Jahre in der höchsten Spielklasse halten.
Der Wiederaufstieg gelang 1963 als VSS Košice, die Mannschaft setzte sich in den nächsten Jahren in der 1. Liga fest. In der Saison 1970/71 wurde VSS Vizemeister und spielte in der Folgesaison im UEFA-Pokal. In der ersten Runde schied die Mannschaft mit 0:2 und 2:1 gegen Spartak Moskau aus. Im darauffolgenden Spieljahr 1972/73 gewann VSS Košice den slowakischen Pokal, unterlag aber im Finale um den tschechoslowakischen Pokal Baník Ostrava mit 2:1 und 1:3. In der Liga belegte die Mannschaft den dritten Rang, was zur Teilnahme am UEFA-Pokal 1973/74 berechtigte. Erneut kamen die Slowaken über die erste Runde nicht hinaus. Zwar gewannen sie zu Hause gegen Honvéd Budapest mit 1:0, in Ungarn verloren sie aber mit 2:5, zur Halbzeit hatte es noch 2:2 gestanden.
Vier Jahre später stieg VSS Košice aus der 1. Liga ab, kehrte aber schon nach einer Saison wieder zurück. 1979 wurde der Verein in ZŤS Košice umbenannt. 1980 gelang der erneute Gewinn des slowakischen Pokals, das Endspiel um den tschechoslowakischen Pokal verlor die Mannschaft gegen Sparta Prag mit 0:2. In der Saison darauf musste ZŤS Košice absteigen und kehrte nie wieder in die 1. tschechoslowakische Liga zurück. Als Zweitligist gewann der nach einer Fusion mit TJ VSŽ Košice als 1. FC Košice spielende Verein den slowakischen Pokal. Das Endspiel um den tschechoslowakischen Pokal am 6. Juni 1993 in  Poštorná gewann der 1. FC überraschend mit 5:1 gegen den amtierenden Meister Sparta Prag.
In der Ewigen Tabelle der 1. Tschechoslowakischen Liga von 1945 bis 1993 belegt der 1. FC Košice den 22. Rang von insgesamt 55 Mannschaften.

### Slowakei
1997 und 1998 wurde der 1. FC Košice slowakischer Meister, spielte 1997/98 als erster slowakischer Klub in der UEFA Champions League. 2003 stieg der von finanziellen Sorgen geplagte Klub aus der 1. Liga ab, 2004 aus der 2. Liga.
Nachdem die finanziellen Probleme immer dramatischer wurden und auch das Stadion „Všešportový areál“ nicht mehr genutzt werden konnte, entschloss sich die Vereinsführung um Generalmanager Róbert Varga zu einer Fusion mit dem Košicer Vorort-Klub FC Steel Trans Ličartovce. Am 30. Juli 2004 wurde diese Fusion vollzogen und der ehemalige Meister spielte als B-Team des FC Steel Trans Ličartovce in der dritten Liga Ost weiter.
Am 17. Juni 2005 wurde der FC Steel Trans Ličartovce in MFK Košice umbenannt.

## Europapokalbilanz
| Saison  | Wettbewerb                  | Runde                  | Gegner              | Gesamt | Hin     | Rück    |
| ------- | --------------------------- | ---------------------- | ------------------- | ------ | ------- | ------- |
| 1971/72 | UEFA-Pokal                  | 1. Runde               | Spartak Moskau      | 2:3    | 0:2 (A) | 2:1 (H) |
| 1973/74 | UEFA-Pokal                  | 1. Runde               | Honved Budapest     | 3:5    | 1:0 (H) | 2:5 (A) |
| 1993/94 | Europapokal der Pokalsieger | Qualifikation          | FK Žalgiris Vilnius | 3:1    | 2:1 (H) | 1:0 (A) |
| 1993/94 | Europapokal der Pokalsieger | 1. Runde               | Beşiktaş Istanbul   | 2:3    | 2:1 (H) | 0:2 (A) |
| 1995    | UEFA Intertoto Cup          | Gruppenphase           | FC Wimbledon        | 1:1    | 1:1 (H) |         |
| 1995    | UEFA Intertoto Cup          | Gruppenphase           | Beitar Jerusalem    | 5:3    | 5:3 (A) |         |
| 1995    | UEFA Intertoto Cup          | Gruppenphase           | Sporting Charleroi  | 3:2    | 3:2 (H) |         |
| 1995    | UEFA Intertoto Cup          | Gruppenphase           | Bursaspor           | 3:2    | 3:2 (A) |         |
| 1995/96 | UEFA-Pokal                  | Vorrunde               | Újpest Budapest     | 1:3    | 0:1 (H) | 1:2 (A) |
| 1996/97 | UEFA-Pokal                  | Vorrunde               | KS Teuta Durrës     | 6:2    | 4:1 (A) | 2:1 (H) |
| 1996/97 | UEFA-Pokal                  | Qualifikation          | Celtic Glasgow      | 0:1    | 0:0 (A) | 0:1 (H) |
| 1997/98 | UEFA Champions League       | 1. Qualifikationsrunde | ÍA Akranes          | 4:0    | 3:0 (H) | 1:0 (A) |
| 1997/98 | UEFA Champions League       | 2. Qualifikationsrunde | Spartak Moskau      | 2:1    | 2:1 (H) | 0:0 (A) |
| 1997/98 | UEFA Champions League       | Gruppenphase           | Manchester United   | 0:6    | 0:3 (H) | 0:3 (A) |
| 1997/98 | UEFA Champions League       | Gruppenphase           | Feyenoord Rotterdam | 0:3    | 0:2 (A) | 0:1 (H) |
| 1997/98 | UEFA Champions League       | Gruppenphase           | Juventus Turin      | 2:4    | 0:1 (H) | 2:3 (A) |
| 1998/99 | UEFA Champions League       | 1. Qualifikationsrunde | Cliftonville FC     | 13:10  | 5:1 (A) | 8:0 (H) |
| 1998/99 | UEFA Champions League       | 2. Qualifikationsrunde | Brøndby IF          | 1:2    | 0:2 (H) | 1:0 (A) |
| 1998/99 | UEFA-Pokal                  | 1. Runde               | FC Liverpool        | 0:8    | 0:3 (H) | 0:5 (A) |
| 2000/01 | UEFA-Pokal                  | Qualifikation          | FC Ararat Jerewan   | 4:3    | 3:2 (A) | 1:1 (H) |
| 2000/01 | UEFA-Pokal                  | 1. Runde               | Grazer AK           | 2:3    | 2:3 (H) | 0:0 (A) |

Gesamtbilanz: 38 Spiele, 17 Siege, 5 Unentschieden, 16 Niederlagen, 57:57 Tore (Tordifferenz ±0)

## Ehemalige Trainer
- Tibor Kemény (1956)
- Jozef Vengloš (1969–1971)
- Ján Kozák (1996–1997, 1998–1999)
- Dušan Radolský (1998)

## Ehemalige Spieler
- Jaroslav Pollák (1957–1965) Jugend, (1965–1977) Spieler,
- Ján Pivarník (1966–1972)
- Adolf Scherer (1967–1969)
- Dušan Galis (1972–1977)
- Vladimír Janočko (19??–1994) Jugend, (1994–2000) Spieler

## Vereinsnamen
- 1951 ZSJ VSS Košice
- 1952 TJ Spartak Košice VSS
- 1956 Fusion mit TJ Spoje Košice → TJ Spartak Košice
- 1957 Fusion mit TJ Slavoj Košice → TJ Jednota Košice
- 1962 TJ VSS Košice
- 1979 TJ ZŤS Košice
- 1990 TJ Jednota ZŤS Košice
- 1991 TJ Jednota VSS Unimex Košice
- 1992 Fusion mit TJ VSŽ Košice → 1. FC Košice